# System resztowy
System resztowy (RNS od ang. residue number system) – system liczbowy służący do reprezentacji liczb całkowitych wektorem reszt z dzielenia względem ustalonego wektora wzajemnie względnie pierwszych modułów. Chińskie twierdzenie o resztach orzeka, że taka reprezentacja jest jednoznaczna dla liczb całkowitych ze zbioru {\displaystyle [0,M),} gdzie {\displaystyle M} jest iloczynem wszystkich modułów.
Niech {\displaystyle B=(m_{1},m_{2},\dots ,m_{n}),} będzie bazą względnie pierwszych modułów, a {\displaystyle M} ich iloczynem. Wtedy reprezentacją liczby {\displaystyle X} w systemie resztowym o bazie {\displaystyle B} jest {\displaystyle (x_{1},x_{2},\dots ,x_{n})} gdzie {\displaystyle x_{i}=X{\text{ mod }}m_{i}} dla każdego {\displaystyle 1\leqslant i\leqslant n.}

## Operacje
Na liczbach reprezentowanych w systemie resztowym może być efektywnie przeprowadzonych wiele operacji arytmetycznych. Wykonuje się je, przeprowadzając niezależnie na odpowiednich resztach „zwykłe” operacje, a następnie operację modulo odpowiedniego modułu.
Dla następujących operacji rozważmy dwie liczby całkowite, {\displaystyle A} i {\displaystyle B,} reprezentowane przez {\displaystyle a_{i}} i {\displaystyle b_{i}} w systemie resztowym zdefiniowanym przez bazę {\displaystyle m_{i}} (dla {\displaystyle i} z przedziału {\displaystyle 0\leqslant i\leqslant n}).

### Dodawanie i odejmowanie
Dodawanie (lub odejmowanie) może być wykonane przez proste dodawanie (lub odejmowanie) małych liczb całkowitych i policzenie odpowiedniego modułu:
{\displaystyle C=A\pm B\mod M}
może być policzone w systemie resztowym jako:
{\displaystyle c_{i}=a_{i}\pm b_{i}\mod m_{i}.}

### Mnożenie
Mnożenie można wykonać w podobny sposób do dodawania i odejmowania. Aby obliczyć:
{\displaystyle C=A\cdot B\mod M,}
liczymy:
{\displaystyle c_{i}=a_{i}\cdot b_{i}\mod m_{i}.}

#### Przykład
Przyjmijmy bazę {\displaystyle (2,3,5).} Rozpatrzmy dwie liczby, {\displaystyle X=2} i {\displaystyle Y=23.} W przyjętym systemie resztowym liczby te reprezentujemy jako {\displaystyle X=(0,2,2),} {\displaystyle Y=(1,2,3){:}}
{\displaystyle M=m_{1}\cdot m_{2}\cdot m_{3}=2\cdot 3\cdot 5=30,}
{\displaystyle X\cdot Y=46,}
{\displaystyle X\cdot Y\mod M=46\mod 30=16.}
Obliczamy wartość iloczynu przy użyciu systemu resztowego:
{\displaystyle (0,2,2)\cdot (1,2,3)=(0\cdot 1{\bmod {2}},\;2\cdot 2{\bmod {3}},\;2\cdot 3{\bmod {5}})=(0,1,1).}
Liczba (0, 1, 1) po zamianie na liczbę całkowitą w reprezentacji dziesiętnej wynosi 16.

### Dzielenie
Dzielenie w systemie resztowym jest bardziej skomplikowanie.
Z drugiej strony jeśli {\displaystyle B} jest liczbą pierwszą dla {\displaystyle M} (tzn. {\displaystyle b_{i}\neq 0} dla wszystkich {\displaystyle i}), wtedy
{\displaystyle C=A\cdot B^{-1}\mod M}
może być prosto policzone przez
{\displaystyle c_{i}=a_{i}\cdot b_{i}^{-1}\mod m_{i},}
gdzie {\displaystyle B^{-1}} jest liczbą odwrotną do {\displaystyle B{\text{ modulo }}M,} i {\displaystyle b_{i}^{-1}} jest liczbą odwrotną z {\displaystyle b_{i}} modulo {\displaystyle m_{i}} (współczynniki {\displaystyle b_{i}^{-1}} mogą zostać wyliczone raz dla danego systemu resztowego).

## Konwersja odwrotna
Konwersję odwrotną można przeprowadzić w następujący sposób. Niech {\displaystyle (x_{1},x_{2},\dots ,x_{n})} będzie reprezentacją liczby {\displaystyle X} w systemie resztowym o bazie {\displaystyle (m_{1},m_{2},\dots ,m_{n}),} oraz niech
{\displaystyle M=m_{1}\cdot m_{2}\cdot \ldots \cdot m_{n}}
oraz
{\displaystyle {\tilde {m_{i}}}=M\cdot m_{i}^{-1},}
gdzie:
{\displaystyle x=z^{-1}{\bmod {a}}\iff (x\cdot z){\bmod {a}}=1;}
wtedy
{\displaystyle X={\bigg (}\sum _{i=1}^{n}{\tilde {m_{i}}}\cdot ({\tilde {m_{i}}}^{-1}{\bmod {m}}_{i})\cdot x_{i}{\bigg )}{\bmod {M}}.}
Np. w systemie o bazie (3, 5, 7) reprezentacją {\displaystyle X} jest (2, 3, 4), wtedy
{\displaystyle M=105,{\tilde {m_{1}}}=35,{\tilde {m_{2}}}=21,{\tilde {m_{3}}}=15}
oraz
{\displaystyle {\tilde {m_{1}}}^{-1}{\bmod {m}}_{1}=2,{\tilde {m_{2}}}^{-1}{\bmod {m}}_{2}=1,{\tilde {m_{3}}}^{-1}{\bmod {m}}_{3}=1,}
więc
{\displaystyle X=(35\cdot 2\cdot 2+21\cdot 1\cdot 3+15\cdot 1\cdot 4)\ {\bmod {1}}05=263\ {\bmod {1}}05=53.}